# 莫里科内
莫里科内（義大利語：Moricone），是意大利拉齐奥大区罗马首都广域市的一个市镇。总面积20.14平方公里，人口2693人，人口密度133.7人/平方公里（2009年）。ISTAT代码为058067。